# Aposentadoria no Brasil

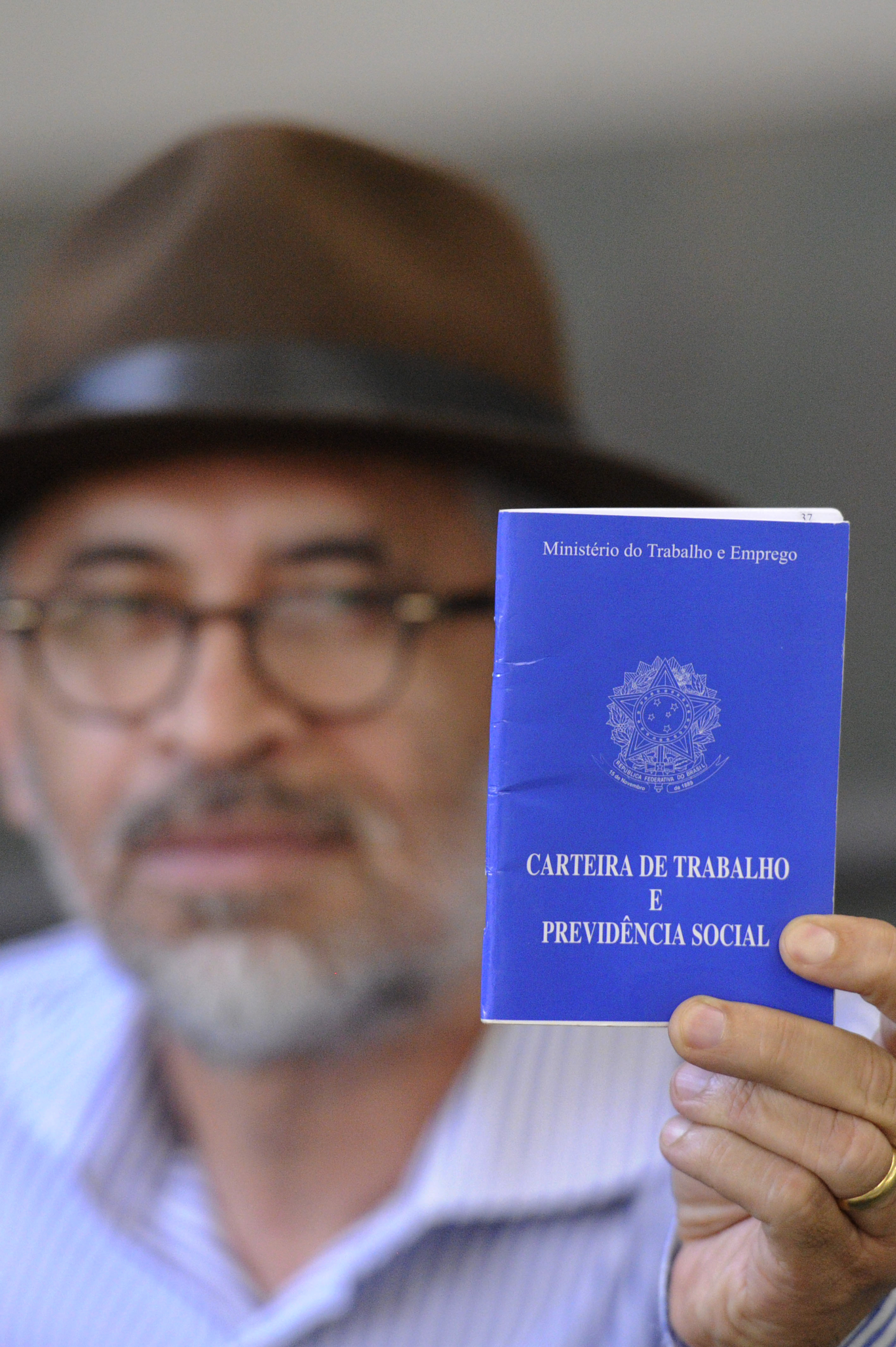

A história da aposentadoria no Brasil remete ao ano de 1888, quando de forma ainda incipiente surgiram iniciativas para beneficiar antigos funcionários de setores que eram importantes para o império, tais como os funcionários dos correios, da imprensa nacional, das estradas de ferro, da marinha, da casa da moeda e da alfândega. No entanto, foi apenas no ano de 1923 que o Brasil assistiu ao ponto de partida da história da previdência social tal como é hoje concebida.

## Tipologia

### Aposentadoria compulsória
No Brasil, a modalidade aposentadoria compulsória tem sido utilizada como uma forma de "sanção/punição" para juízes que tenham atuado de forma incompatível com o cargo, ou mesmo cometido falta grave, crime ou qualquer outro delito. Como a eles são garantidas a irredutibilidade dos subsídios, a inamovibilidade e a vitaliciedade, a demissão com base em decisão proferida em processo administrativo disciplinar não ocorre, sendo aplicada então, em muitos casos, a "pena" de uma aposentadoria compulsória.

### Aposentadoria especial
A Aposentadoria Especial se refere ao benefício concedido pelo INSS em forma de renda mensal para trabalhadores que tenham exercido atividades consideradas penosas, perigosas ou insalubres, definidas em lei, durante 15, 20 ou 25 anos, conforme a gradação das atividades. É um tipo de aposentadoria por tempo de serviço, que leva em conta que o trabalho exercido afeta a saúde dos trabalhadores, e por isso tem o direito a se aposentarem com menos tempo de contribuição.

### Aposentadoria por idade
A aposentadoria por idade é o benefício concedido ao segurado da Previdência Social que atingir a idade considerada risco social. A matéria é regulamentada pela Lei 8.213/91, arts. 48 a 51; e pelo Regulamento da Previdência Social, Decreto 3048/99, arts. 51 a 55. A aposentadoria por idade é certamente o benefício previdenciário mais conhecido e tem o objetivo de garantir ao segurado sua manutenção e de sua família em caso de idade avançada do mesmo. Era o benefício conhecido popularmente como aposentadoria por velhice.

### Aposentadoria por invalidez
A aposentadoria por invalidez consiste em um benefício de prestação continuada, devida ao segurado que, estando ou não em gozo de auxílio-doença, passa a ser considerado incapaz para o trabalho, não sendo suscetível de reabilitação ou outra atividade que garanta sua subsistência. Essa renda mensal tem como objetivo substituir a remuneração do segurado que se encontre total e definitivamente incapacitado para o exercer a atividade que antes garantia a sua sobrevivência.

### Aposentadoria por tempos de contribuição
Aposentadoria por tempo de serviço, existente em período anterior à EC nº 20, de 16 de dezembro de 1998, foi substituída pela atual aposentadoria por de tempo de contribuição. A exceção de contagens de tempo fictícias, como licenças contadas em dobro, todo o tempo de serviço está sendo utilizado como tempo de contribuição, até que seja editada lei específica sobre o assunto. Alguns requisitos dessa aposentadoria são: 35 (trinta e cinco) anos de contribuição, se homem, e 30 (trinta) anos de contribuição, se mulher. Há redução de 05 (cinco) anos para professor(a) que comprove, exclusivamente, tempo de efetivo exercício em função de magistério na educação infantil, no ensino fundamental ou no ensino médio.
Por meio da Medida Provisória nº 676, de 17 de junho de 2015, foi criada nova regra de cálculo das aposentadorias por tempo de contribuição. A referida Medida Provisória foi transformada na lei 13.183, de 04 de novembro de 2015, incluindo o artigo 29-C à lei 8.213/1991. Agora, o cálculo do benefício previdenciário levará em consideração o número de pontos alcançados somando a idade e o tempo de contribuição do segurado, também chamada "Regra 85/95 Progressiva". Com a obtenção dos pontos necessários, será possível a percepção do benefício integral, sem a aplicação do chamado fator previdenciário. A progressividade tem a função de ajustar os pontos necessários para a obtenção da aposentadoria de acordo com a expectativa de sobrevida da população brasileira.
Assim, até dezembro de 2018, para poder se aposentar por tempo de contribuição sem a incidência do fator, o segurado deverá somar 85 pontos, se mulher, e 95 pontos, se homem. A partir de 2019, para afastar o uso do fator previdenciário, a soma de idade e do tempo de contribuição terá de ser 86, se mulher, e 96, se homem. E assim sucessivamente, até o ano de 2026, conforme tabela abaixo:
|                        | Mulher | Homem |
| ---------------------- | ------ | ----- |
| até dez/2018           | 85     | 95    |
| de jan/2019 a dez/2020 | 86     | 96    |
| de jan/2021 a dez/2022 | 87     | 97    |
| de jan/2023 a dez/2024 | 88     | 98    |
| de jan/2025 a dez/2026 | 89     | 99    |
| de jan/2027 em diante  | 90     | 100   |

## CNIS
Para conceder uma aposentadoria ou qualquer outro benefício, o INSS utiliza um sistema chamado Cadastro Nacional de Informações Sociais – CNIS. Nele estão contidas informações acerca do histórico de contribuições de cada segurado. É com base nas informações contidas nesse sistema que são calculados o tempo de contribuição e  os valores que serão pagos por cada benefício, caso o requerimento seja concedido.
Também conhecido como Extrato do INSS ou Detalhamento de crédito, é de extrema importância que seja consultada periodicamente para evitar conflitos de informações e para verificação das contribuições por parte do empregador.
Pode ser verificada facilmente no Meu INSS, o sistema de atendimento online da Previdência Social. Para isso basta entrar no site e realizar o seu cadastro.
É importante que as informações contidas no CNIS estejam corretas e demonstrem todos os vínculos de serviço ou contribuições efetuadas pelos segurados, assim como os valores recolhidos, para que não haja negativa de direitos ou pagamentos a menor para os beneficiários.
Especialmente, devem ser observadas as siglas do CNIS do INSS, que são indicadores de pendências no banco de dados do INSS. Essas pendências devem ser resolvidas pelos segurado antes de apresentar o requerimento de aposentadoria, para não correr o risco de ter o benefício negado.